# Генриетта Гермина фон Шёнайх-Каролат
Генриетта Гермина фон Шёнайх-Каролат (нем. Henrietta Hermine Wanda Ida Louise Prinzessin von Schöneich-Carolat; 25 ноября 1918 — 16 марта 1972) — младшая дочь силезского князя Иоганна Георга фон Шёнайх-Каролата и принцессы Гермины Рейсс старшей линии, которая позже стала второй супругой отрёкшегося кайзера Германской империи Вильгельма II.Бабушка Великого Князя Георгия Михайловича, принца Прусского.

## Биография
Принцесса Генриетта родилась в Берлине, Веймарской республике, пятым ребенком и младшая дочь силезского князя Иоганна Георга фон Шёнайх-Каролата (1873—1920) и его жены, Гермины Рейсс-Грейцской (1887—1947), дочери князя Генриха XXII Рейсс старшей линии и его жены Иды Матильды Шаумбург-Липпской.
В январе 1922 года сын принцессы Гермины послал поздравительную открытку ко дню рождения бывшего кайзера, который затем предложил мальчику и его матери приехать к нему в Дорн. Вильгельм нашёл Гермину очень привлекательной женщиной и очень любил её компанию. Оба они недавно овдовели: Гермина потеряла мужа, умершего от туберкулёза, чуть более полутора лет назад, а Вильгельм свою супругу — всего девять месяцев назад. После смерти отца принцессы Генриетты в 1920 году ее мать во второй раз вышла замуж в 1922 году за бывшего немецкого императора Вильгельма II. У Гермины Рейсс-Грейцской было пятеро маленьких детей от первого брака, но было решено, что только младшая, принцесса Генриетта, будет жить с ними в усадьбе Дорн. Вильгельм обычно не вмешивался в дела своих приемных детей, за исключением Генриетты и казалось, он искренне любил ее, и она стала известна как «генерал». По словам Джайлза Макдонау, Генриетта «играла роль домашней внучки, проживающей там, передавая сахар, когда подавали кофе».Этот период жизни в Дорне оказал значительное влияние на юную принцессу. Наблюдая за жизнью в изгнании бывшего императора, она, вероятно, получила уникальное представление о политике, власти и истории. Несмотря на юный возраст, Генриетта стала свидетельницей последних лет жизни человека, когда-то стоявшего во главе могущественной империи. Эта близость к Вильгельму II и его окружению, несомненно, сформировала ее мировоззрение и повлияла на ее дальнейшую судьбу. Связь с бывшим императором сделала ее фигурой, вызывающей интерес и вопросы.Вильгельм любил Генриетту и считал ее одной из своих внучек.Вильгельм II был известен своим сложным характером и непростыми отношениями с членами своей семьи. Хотя он, возможно, испытывал определенную привязанность к Генриетте как о члене его семьи или о ком-либо, к кому он испытывал особые чувства. Утверждение о его любви к падчерице Генриетте, по всей видимости, является правдой. И таким образом, утверждение о любви кайзера Вильгельма II к падчерице Генриетте и его отношении к ней как к внучке является действительностью и подтверждается историческими фактами.

## Брак и дети
6 августа 1940 года в его резиденции в Дорне, бывший германский император Вильгельм II официально объявил о помолвке своей падчерицы, принцессы Генриетты, с его внуком, принцем Карлом Францем Прусским. Принц Карл Франц (1916—1975) был единственным сыном принца Иоахима Прусского и Марии Августы Ангальтской. Пара поженилась 1 октября 1940 года и родила троих детей.:
- Франц Вильгельм (род. 3 сентября 1943)[22], женился на претендентке на российский престол Марии Владимировне Романовой (род. 1953), взял имя Михаил Павлович и перешел в православие. В 1985 году они развелись, в браке родился один сын, Георгий Михайлович Романов[23];
- Фридрих Кристиан (3 сентября 1943 — 26 сентября 1943), брат-близнец Франца Вильгельма, прожил 23 дня;
- Франц Фридрих (род. 17 октября 1944), был дважды женат, 1 дочь[24].

Пара развелась 5 сентября 1946 года. Генриетта умерла 16 марта 1972 года в возрасте 53 лет. в Нойендеттельзау, Западная Германия.

## Родственные связи
- Отец — Князь Иоганн Георг фон Шёнайх-Каролат (1873—1920),сын князя Георга фон Шенайх-Каролата и княгини Ванды Шенайх-Каролат.
- Мать — Принцесса Гермина — дочь Генриха XXII Рейсс-Грейцского и принцессы Иды Матильды Шаумбург-Липпской. Её отец был правителем старшей линии княжества Рейсс. Генрих XXII был непримиримым врагом князя Бисмарка и всячески противился вхождению родовых владений в состав Германской империи, в первом браке княгиня Шёнайх-Каролат. Во втором браке в 1922 году стала второй супругой отрёкшегося кайзера Германской империи Вильгельма II.
- Брат— Принц Ганс Георг Генрих Людвиг Фридрих Герман Фердинанд (3 ноября 1907 — 9 августа 1943), женат на Сибилле, баронессе фон Цедлиц-Лайпе, погиб во время Второй мировой войны, 2 детей.
- Брат— Принц Георг Вильгельм (16 марта 1909 — 1 ноября 1927), женат не был, детей не оставил.
- Сестра — Принцесса Каролина Гермина Ванда Ида Луиза Феодора Виктория Августа (9 мая 1910 - 30 мая 1959), вышла замуж за Хьюго Герберта Хартнера.
- Брат— Принц Фердинанд Иоганн Георг Герман Генрих Людвиг Вильгельм Фридрих Август (5 апреля 1913 — 17 октября 1973), женился на Розе Раух дважды (1938-1941) и (1947-1961), развод, затем на баронессе Маргарет фон Зекендорфф.

## Титулы
- 25 ноября 1918 — 1 октября 1940: Ее Светлость принцесса Генриетта Шенайх-Каролат
- 1 октября 1940 — 5 сентября 1946: Ее Королевское Высочество Принцесса Генриетта Прусская
- 5 сентября 1946 — 16 марта 1972: Ее Светлость принцесса Генриетта Шенайх-Каролат